# Isabella Neville
Isabella Neville (Warwick, 5 settembre 1451 – 22 dicembre 1476) fu una Duchessa di Clarence.

## Biografia
Era la figlia di Richard Neville e Anne de Beauchamp, XVI contessa di Warwick.
Nacque nel Castello di Warwick e trascorse gran parte dell'infanzia nel castello di Middleham, di proprietà della sua famiglia. Ivi lei e sua sorella Anna ebbero modo di conoscere e giocare spesso con i figli di Riccardo Plantageneto, III duca di York.

## Matrimonio
Nel 1469 l'ambizione del padre la portò a divenire la promessa sposa del presunto erede al trono d'Inghilterra, Giorgio Plantageneto, I duca di Clarence, fratello dei due re Edoardo IV d'Inghilterra e Riccardo, duca di Gloucester (poi Riccardo III d'Inghilterra).
Il re si oppose al matrimonio in quanto avrebbe comportato per il già potente conte di Warwick l'assunzione di una posizione pericolosamente vicina al trono. La cerimonia si svolse comunque in segreto a Calais l'11 luglio 1469.
In seguito al matrimonio, Clarence unì le sue forze con Warwick ed entrambi si allearono con i Lancaster guidati dalla deposta regina Margherita d'Angiò, consorte di Enrico VI d'Inghilterra. Intanto la sorella di Isabella, Anna, venne sposata a Edoardo di Lancaster, il principe di Galles in quanto figlio ed erede di Enrico VI.
Clarence si riappacificò col fratello, rendendosi conto che era improbabile che sarebbe diventato re.
Isabella diede al marito quattro figli:
- Anna (Calais, 16 aprile 1470-Calais, 17 aprile 1470), nacque in una nave al largo di Calais e morì il giorno dopo;
- Margherita (14 agosto 1473 - 27 maggio 1541), contessa di Salisbury. Sposò in seguito Sir Richard Pole, fatto uccidere da Enrico VII d'Inghilterra;
- Edoardo Plantageneto, XVII conte di Warwick (25 febbraio 1475 - 28 novembre 1499). Venne fatto uccidere da Enrico VII per aver tentato la fuga dalla Torre di Londra.
- Riccardo (Tewkesbury, 6 ottobre 1476-Warwick, 1º gennaio 1477), nacque nell'Abbazia di Tewkesbury e morì nel castello di Warwick, nel Warwickshire.

Isabella morì il 22 dicembre 1476, due mesi e mezzo dopo la nascita di Riccardo. Si pensa che la causa della morte fosse la febbre puerperale ma a quel tempo suo marito accusò una delle sue dame di compagnia, Ankarette Twynyho, di averla uccisa e ne ordinò l'omicidio. Il nipote di Ankarette, Roger Twynyho venne ricevuto da Edoardo IV a cui chiese il completo perdono per Ankarette, attraverso una lettera presentata al re nel 1478 in cui descrisse la prepotenza di Clarence.

## Ascendenza
|                                             |                                           |                                            | Genitori                                    |  |  | Nonni |  |  | Bisnonni                              |  |  | Trisnonni                                |  |
|                                             |                                           |                                            |                                             |  |  |       |  |  | Ralph Neville, I conte di Westmorland |  |  | John Neville, III barone Neville di Raby |  |
|                                             |                                           |                                            |                                             |  |  |       |  |  | Ralph Neville, I conte di Westmorland |  |  | John Neville, III barone Neville di Raby |  |
|                                             |                                           | Maud Percy                                 |                                             |  |  |       |  |  | Ralph Neville, I conte di Westmorland |  |  |                                          |  |
| Richard Neville, V conte di Salisbury       |                                           |                                            |                                             |  |  |       |  |  | Ralph Neville, I conte di Westmorland |  |  |                                          |  |
|                                             |                                           | Joan Beaufort, contessa di Westmorland     | Giovanni Plantageneto, I duca di Lancaster  |  |  |       |  |  |                                       |  |  |                                          |  |
|                                             |                                           | Joan Beaufort, contessa di Westmorland     | Giovanni Plantageneto, I duca di Lancaster  |  |  |       |  |  |                                       |  |  |                                          |  |
|                                             |                                           | Joan Beaufort, contessa di Westmorland     | Katherine Swynford                          |  |  |       |  |  |                                       |  |  |                                          |  |
| Richard Neville, XVI conte di Warwick       |                                           | Joan Beaufort, contessa di Westmorland     |                                             |  |  |       |  |  |                                       |  |  |                                          |  |
|                                             |                                           | Thomas Montacute, IV conte di Salisbury    | John Montacute, III conte di Salisbury      |  |  |       |  |  |                                       |  |  |                                          |  |
|                                             |                                           | Thomas Montacute, IV conte di Salisbury    | John Montacute, III conte di Salisbury      |  |  |       |  |  |                                       |  |  |                                          |  |
|                                             |                                           | Thomas Montacute, IV conte di Salisbury    | Maud Francis                                |  |  |       |  |  |                                       |  |  |                                          |  |
| Alice Montacute, V contessa di Salisbury    |                                           | Thomas Montacute, IV conte di Salisbury    |                                             |  |  |       |  |  |                                       |  |  |                                          |  |
|                                             |                                           | Eleanor Holland                            | Thomas Holland, II conte di Kent            |  |  |       |  |  |                                       |  |  |                                          |  |
|                                             |                                           | Eleanor Holland                            | Thomas Holland, II conte di Kent            |  |  |       |  |  |                                       |  |  |                                          |  |
|                                             |                                           | Eleanor Holland                            | Alice FitzAlan                              |  |  |       |  |  |                                       |  |  |                                          |  |
| Isabella Neville                            |                                           | Eleanor Holland                            |                                             |  |  |       |  |  |                                       |  |  |                                          |  |
|                                             | Thomas de Beauchamp, XII conte di Warwick | Thomas de Beauchamp, XI conte di Warwick   |                                             |  |  |       |  |  |                                       |  |  |                                          |  |
|                                             | Thomas de Beauchamp, XII conte di Warwick | Thomas de Beauchamp, XI conte di Warwick   |                                             |  |  |       |  |  |                                       |  |  |                                          |  |
|                                             | Thomas de Beauchamp, XII conte di Warwick | Katherine Mortimer                         |                                             |  |  |       |  |  |                                       |  |  |                                          |  |
| Richard de Beauchamp, XIII conte di Warwick | Thomas de Beauchamp, XII conte di Warwick |                                            |                                             |  |  |       |  |  |                                       |  |  |                                          |  |
|                                             |                                           | Margaret Ferrers                           | William Ferrers, III barone Ferrers di Goby |  |  |       |  |  |                                       |  |  |                                          |  |
|                                             |                                           | Margaret Ferrers                           | William Ferrers, III barone Ferrers di Goby |  |  |       |  |  |                                       |  |  |                                          |  |
|                                             |                                           | Margaret Ferrers                           | Margaret d'Ufford                           |  |  |       |  |  |                                       |  |  |                                          |  |
| Anne de Beauchamp, XVI contessa di Warwick  |                                           | Margaret Ferrers                           |                                             |  |  |       |  |  |                                       |  |  |                                          |  |
|                                             |                                           | Thomas le Despenser, I conte di Gloucester | Edward le Despenser, I barone Despenser     |  |  |       |  |  |                                       |  |  |                                          |  |
|                                             |                                           | Thomas le Despenser, I conte di Gloucester | Edward le Despenser, I barone Despenser     |  |  |       |  |  |                                       |  |  |                                          |  |
|                                             |                                           | Thomas le Despenser, I conte di Gloucester | Elizabeth de Burghersh                      |  |  |       |  |  |                                       |  |  |                                          |  |
| Isabel le Despenser                         |                                           | Thomas le Despenser, I conte di Gloucester |                                             |  |  |       |  |  |                                       |  |  |                                          |  |
|                                             |                                           | Costanza di York                           | Edmondo Plantageneto, I duca di York        |  |  |       |  |  |                                       |  |  |                                          |  |
|                                             |                                           | Costanza di York                           | Edmondo Plantageneto, I duca di York        |  |  |       |  |  |                                       |  |  |                                          |  |
|                                             |                                           | Costanza di York                           | Isabella di Castiglia                       |  |  |       |  |  |                                       |  |  |                                          |  |
|                                             |                                           | Costanza di York                           |                                             |  |  |       |  |  |                                       |  |  |                                          |  |